# 海進

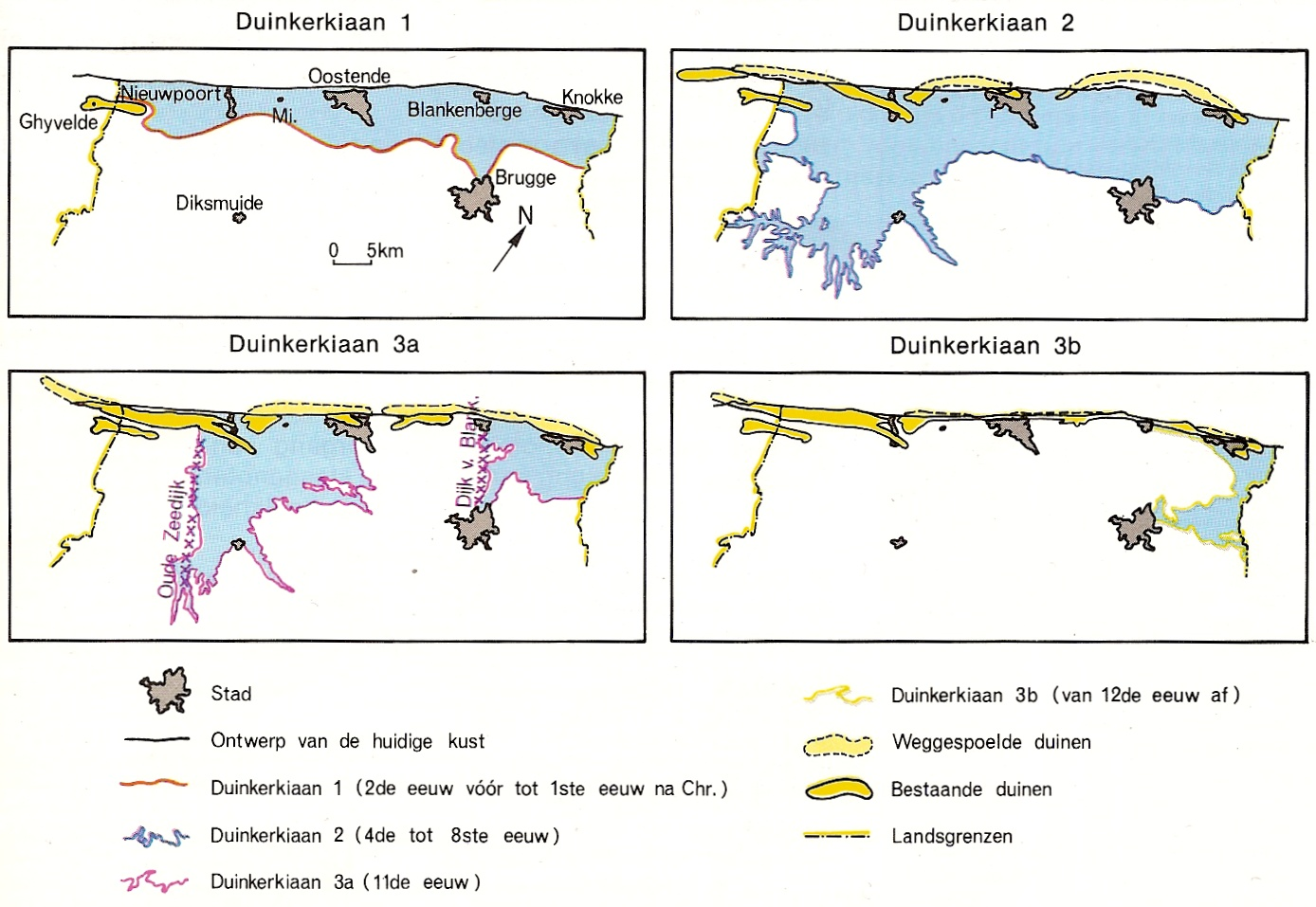
ベルギーの海岸線の海進（ダンケルク海進）図。4世紀～8世紀の最盛期（ダンケルクII）では沿岸部がすべて海没していた

海進（かいしん、英: marine transgression）は、海面が陸地に比べて上昇し、海岸線が内陸に移動する地質学的現象である。その結果、それまでの陸地は水没する。対義語は海退で、それまで海面下だった場所が陸地となる。
海退と海進は、陸地の隆起と沈降、海水の減少や増加、海自体の容量の増減などが原因となる可能性がある。その原因のさらなる原因としては、造山運動などの地殻変動、氷河期などの大規模気候変動、それに氷や堆積物の有無によるアイソスタシーによる変動などがありえる。
たとえば、白亜紀に起きた海洋底拡大では、比較的浅い大西洋が形成され、その分、比較的深い太平洋（パンサラッサ）が縮んだ。その結果、世界の海盆の総容量が減少し、世界的な海面上昇が引き起こされた（白亜紀海進）。海面上昇の結果、海は北アメリカの中央部を完全に横切り、メキシコ湾から北極海にかけて西部内陸海路を形成していた。
更新世の氷河時代には、氷河の形で大量の水が陸地に滞留したため、海水の総量が減少し、大規模な海退が起きた。海水面は120メートルも低下して、アラスカとアジアを繋ぐベーリング陸橋が存在していた。

## 層相的特徴

海進（オンラップ、上段）と海退（オフラップ、下段）の堆積相の変遷を示す断面図。黄色が粗い粒子、クリーム色が細かい粒子の堆積を示す。

堆積相の変化は、海進と海退を示している可能性がある。堆積物が堆積されるのに必要な固有の条件の違いから、多くの場合、簡単に識別できる。たとえば、砂のような粒子の大きな砕屑物は、通常は沿岸近くの高エネルギー環境に堆積する（波に浚われにくい）。逆に、シルトや炭酸塩泥のような細粒の堆積物は、より沖合のより深く、より低エネルギーの水域に堆積する。
したがって、古い岩層から新しい岩層へと年代が進んだときに、沿岸の相（砂岩など）から沖合の相（泥灰土など）に変化しているならば、それは海進の証拠となる。海退が示すのは反対のパターンで、沖合の相から沿岸の相に変化する。地層は上層が侵食による不整合を起こす場合があるので、海退で陸上に出た部分の記録が不明確になることはある。
これらは両方とも理想的なシナリオであり、実際には、海進や海退の識別はより複雑になる可能性がある。たとえば、海退が炭酸塩を含む層から頁岩のみへの変化で、あるいは海進が砂岩から頁岩への変化で示されるかもしれない。
相の水平方向での違いも重要である。たとえば、内海の比較的水深が深い場所で明瞭に残っている海進の痕跡が、そこから離れた浅海だった場所では部分的にしか残っていない、といったこともある。
堆積層の様相を解析する場合は、このように様々な要因を考える必要がある。